# Kisarazu
Kisarazu (jap. 木更津市 Kisarazu-shi) – miasto w środkowej części Japonii (prefektura Chiba), w zachodniej części półwyspu Bōsō, nad Zatoką Tokijską. Ma powierzchnię 138,95 km². W 2020 r. mieszkały w nim 136 224 osoby, w 58 178 gospodarstwach domowych  (w 2010 r. 129 291 osób, w 49 987 gospodarstwach domowych).
Tokyo Wan Aqua-Line, trasa mostowo-tunelowa poprzez Zatokę Tokijską, łączy Kisarazu z Kawasaki i Jokohamą w prefekturze Kanagawa.
W mieście rozwinął się przemysł metalurgiczny, chemiczny, elektrotechniczny oraz maszynowy.

## Miasta partnerskie
- Oceanside